# 阿特金森鎮區 (伊利諾伊州亨利縣)
阿特金森鎮區（英語：Atkinson Township）是位於美國伊利諾伊州亨利縣的一個行政鎮區。

## 地方資料
根據2010年美國人口普查的數據，阿特金森鎮區的面積為91.10平方千米，當中陸地面積為90.90平方千米，而水域面積為0.20平方千米。當地共有人口1241人，而人口密度為每平方千米13.62人。